# Réserve naturelle régionale du val de Loire Bourbonnais
La réserve naturelle régionale du val de Loire Bourbonnais (RNR299) est une réserve naturelle régionale située en Auvergne-Rhône-Alpes. Classée en 2015, elle occupe une surface de 308 hectares et protège un secteur du cours de la Loire.

## Localisation

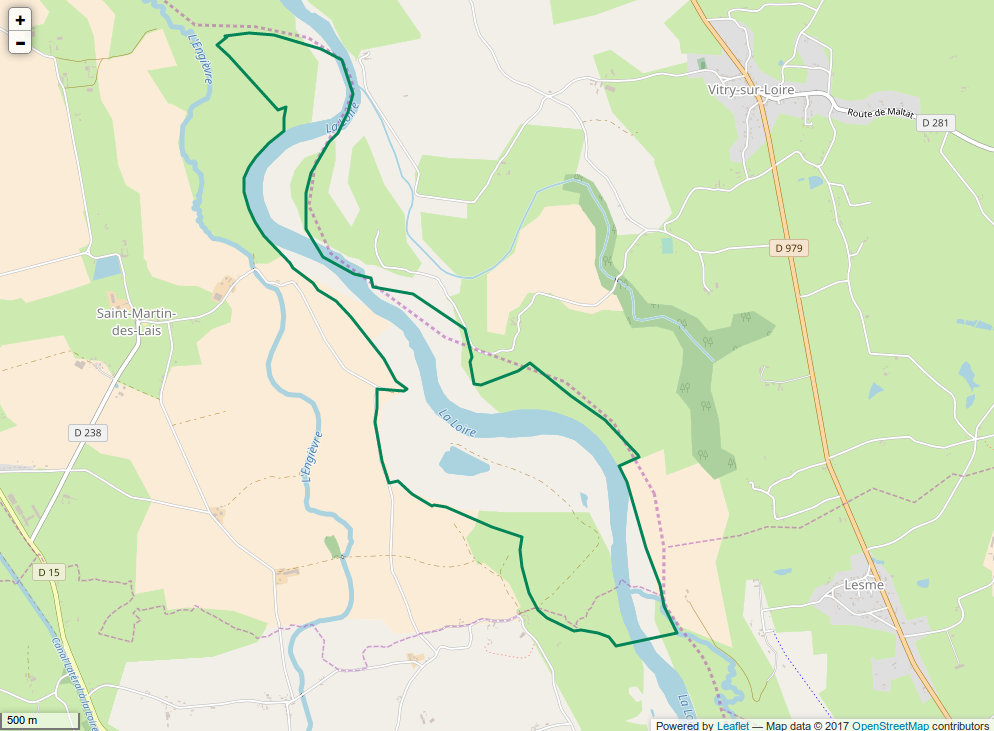
Périmètre de la réserve naturelle.

Le territoire de la réserve naturelle est dans le département de l'Allier, sur les communes de Garnat-sur-Engièvre et Saint-Martin-des-Lais.

## Histoire du site et de la réserve
Le Conservatoire d'espaces naturels de l'Allier impliqué dès 2002 sur le site du « méandre des Germains » est le gestionnaire de la RNR qui se veut un lieu d'expérimentation et un lieu à valeur pédagogique.

## Administration, plan de gestion, règlement

### Outils et statut juridique
La réserve naturelle a été créée par une délibération du Conseil régional du 30 juin 2015.